# تومي وأوسكار
تومي وأوسكار مسلسل رسوم متحركة إيطالي. تم عرضه لأول مره في 10 أكتوبر 1999. تمت دبلجة المسلسل للعربية.

## الدبلجة العربية: الدبلجة السورية

#### الجزء الأول
- فاطمة سعد (تومي)
- عادل أبو حسون (أوسكار)
- مروان فرحات (ليونارد)
- أيمن السالك (سيزر)
- لورا أبو أسعد (يوكاري)
و
- يحيى الكفري
- علي القاسم
- زياد الرفاعي
- فدوى سليمان
- منصور عبد الرحمن

## الدبلجة العربية: الدبلجة اللبنانية
- جمانة الزنجي - رامي
- عماد فغالي - أولكار
- ناجي شامل - ليو
- جمال حمدان - قيصر
- شادي شمص